# 第一次世界大战中的暹罗

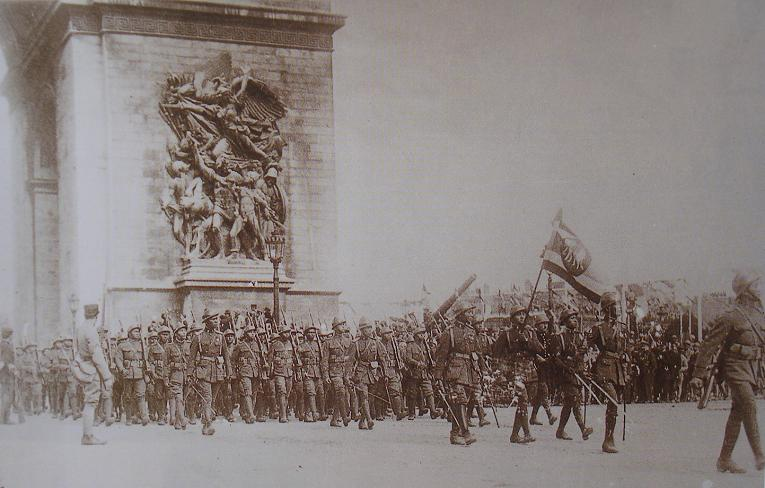
1919年巴黎胜利游行期间的暹罗远征军。

现在叫作泰国的暹罗王国可能是第一次世界大战的最不著名的参战国之一。暹罗以积极的贡献而与同盟国作战。不管其实际的军事价值如何，他们参与了战争中最紧张激烈的、最必不可少的军事活动之一。暹罗派遣了一支远征军到法国，来为西线的战事效力。
暹罗于1917年7月对德国和奥匈帝国宣战，从而加入了战争。在适应了军事与气候且经过了专业训练之后，这支暹罗分遣队于1918年9月中旬开始在西线作战。此后战争很快就结束了，但是随着《1918年11月11日停战条约》，暹罗部队也通过接管哈尔特山中诺伊施塔特镇，而为对德国的最初的占领做出了贡献。

## 背景
第一次世界大战对暹罗并没有直接的影响，这是因为距离太遥远了——不只是从欧洲到暹罗，即使是从德国在太平洋和在中国海岸的殖民领地（德属新几内亚、德属萨摩亚、胶州湾租借地）算起，也是非常遥远。不过，这场战争对于拉玛六世国王来说，它确实提供了一个机会来强化他的国家在国际竞技场的地位以及强化君主政体在暹罗国内的地位。
尽管在欧洲殖民势力的威胁下，暹罗成功保持了其独立，然而在1889年到1909年间，在帝国主义盛行的时期，暹罗也曾被迫割让了老挝、柬埔寨以及它自己的四个最南边的府，此外，暹罗还曾不得不授予外国公民治外法权。拉玛六世希望通过加入协约国一方来修改那些不平等条约。
拉玛六世还将这场战争用作一种手段，来宣扬暹罗民族概念，以及强化他作为国家首脑的至高无上性，而在1912年王宫反叛中，国王的身份曾遭受过军事力量的挑战。

## 战争
在1917年7月22日，暹罗对德国和奥匈帝国宣战。泊于暹罗各港口的十二艘德国船立刻被扣押。船员们以及其他的同盟国国民被扣留并被送到印度，在英属印度已有的平民拘留营里被和他们的同国平民们关在一起。
暹罗是唯一的在殖民时代期间，在各大帝国的威胁下，仍然保持完全独立的东南亚国家。它也是这个地区仅有的一个完全出于其自由抉择而进入这场冲突的国家。并且它是跟那些欧洲势力处于相等的地位，而不是作为它们的帝国分遣队的一部分而参战。
暹罗国王打算外则与世界列强积极交往，内则复兴与重建国家。他授权重新设计了国旗，以作为这一新的双轨战略的一个清晰的标志。这面新旗帜有了一种额外的颜色——蓝色，并被安排为了条形旗。这面旗帜据说代表了这个国家的三个元素：教义、王冠及公众。很明显，代表军事的元素被归入了他和人民之间。新的蓝色、白色和红色，也安排得很充裕，几乎无疑是故意的，跟塞尔维亚、俄罗斯、法国、英国及美国等国的国旗是一致的。这面新旗帜出现于1917年9月28日。最初，两个不同版本是共用的：一个版本是现在使用中的这款极简抽象派艺术的五横条版，另一个版本则保持了与旧国旗的连续性及其名望——带有来自旧国旗的传统的红盘上的白象标志，白象位于红盘之上，红盘则叠加在这些新的条纹之上。这个版本仍然是泰國皇家海軍的军旗。当暹罗远征军在1919年的胜利游行中行进时，引领着这支军队的便是这款混杂型旗帜。
在1917年9月，一支志愿远征军被集结。它由医疗分遣队、汽车运输分遣队及飞行分遣队构成。到了1918年初，1284名男子从成千上万名志愿者中被选出。这支由帕亚·披哉·占里提少将指挥的军队被预定派往法国。在1918年7月30日，这些暹罗人在马赛登陆。大约有370名飞行员和地勤人员被派到了伊斯特爾、勒克罗图瓦、拉沙佩勒拉雷讷、比斯卡罗斯和普瓦的各个航空学校进行再度训练，这是因为那些飞行员被认为禁受不了高空空战。
医疗分遣队及汽车运输分遣队被送到了前线并参加了1918年的香槟（Champagne）攻势和默茲-阿戈訥攻勢。一种说法认为，暹罗飞行员在《1918年11月11日停战条约》签订之时，还没有完成训练。另一方面，暹罗地面部队则在战火中表现出色，并被授予了战争十字勋章和拉玛勋章。地面部队参与了对德国莱茵兰地区的哈尔特山中诺伊施塔特的占领，还参加了1919年巴黎胜利游行。

## 战后
战争结束后，暹罗参与了凡尔赛和会并成为了国际联盟的创始成员之一。到了1925年，美国、英国和法国都已经放弃了它们的治外法权。暹罗还被奖励了那些被没收了的德国商船。
暹罗在这场战争期间的伤亡情况为共有19人死亡。两名士兵在动身前往法国前就死了，剩下的则死于事故或疾病。纪念这些死于这场冲突的暹罗士兵们的世界大战志愿兵纪念馆于1921年7月22日在曼谷中部的皇家田广场开馆。暹罗远征兵团的最后一名幸存者裕·桑龙琅（Yod Sangrungruang），死于2003年10月9日。